# Ufologie

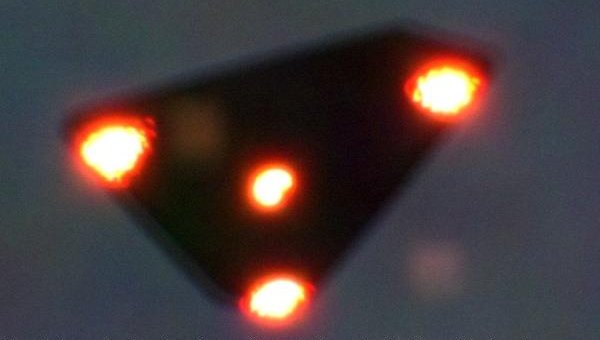
Údajná fotografie tzv. „černého trojúhelníku UFO“ (Black Triangle UFO) pořízená Patrickem Maréchalem během tzv. „belgické UFO vlny“ („Belgian UFO wave“ byla série pozorování trojúhelníkových UFO v Belgii v době od 29. listopadu 1989 do dubna 1990), kterou autor později přiznal jako výmysl

Ufologie (název odvozený ze zkratky UFO označující neidentifikovaný létající objekt a řeckého slova λόγος, „studium“) je obor zabývající se studiem zpráv, obrazových záznamů a fyzických důkazů týkajících se fenoménu UFO, tedy informací a jevů souvisejících s pozorováním neidentifikovaných létajících objektů; její vznik se datuje do roku 1947.
Zprávy o UFO byly v průběhu let předmětem zkoumání mnoha vládních institucí, vědeckých organizací či nezávislých skupin. V závislosti na úhlu pohledu je ufologie považována za protovědu nebo pseudovědu; formálně není vědeckým oborem v akademickém smyslu. Je z velké části provozována soukromými organizacemi (často jsou jejich zakladateli vědci) nebo jednotlivými výzkumníky.
Vědecky orientovaná ufologie se snaží distancovat od pozorování, která nelze dostatečně ověřit nebo nejsou zdokumentována kompetentními pozorovateli a technickými pozorovacími přístroji, a zejména od zpráv a teorií, které mají mytologické nebo náboženské či pseudonáboženské aspekty.

## Historie
Moderní ufologie má své kořeny na konci 90. let 19. století při pozorováních záhadných vzducholodí, popisovaných v amerických novinách. Ve 20. století se objevily foo fighters, které byly hlášeny hlavně spojeneckými letci za druhé světové války (šlo o jakési světelné koule, které kroužily a doprovázely stíhací letouny; proto byly někdy považovány za nepřátelské pozorovací střely). Roku 1946 byly ve Skandinávii, především ve Švédsku, pozorovány takzvané „rakety duchů“.
V roce 1947 pozoroval americký pilot Kenneth Arnold devět neznámých objektů, jejichž pohyb přirovnal k talířům skákajícím nad vodou. Tak vznikl pojem létající talíř; následně se zvýšila i mediální pozornost a zájem veřejnosti a tento rok bývá považován za rok vzniku fenoménu UFO.
Historie ufologie začíná pokusy vysvětlit tato pozorování. Někteří ufologové hledali přirozená vysvětlení, jiní za vším viděli mimozemšťany, ale zpočátku to byla především armáda, kdo prováděl vyšetřování. Růst publicity UFO po druhé světové válce se shodoval s eskalací studené války. Americká armáda se obávala tajných pozorovacích letadel SSSR, možná založených na ukořistěné německé technologii.
Na počátku 50. let ale převážilo podezření, že by Sovětský svaz mohl aktivity související s ufologií využít k psychologické válce. Odpovědné orgány neměly na zmiňované jevy jasnou odpověď, dotazy na ně byly proto nežádoucí. Problematika UFO byla bagatelizována a USA se nakonec koncem 60. let po zprávě tzv. Condonova výboru a ukončení projektu Blue Book oficiálně přestaly tématem UFO zabývat.
Vládou podporované aktivity související s UFO v jiných zemích, včetně Spojeného království, Kanady, Dánska, Itálie a Švédska i Německa také oficiálně skončily. Výjimkou z tohoto trendu je Francie, která má od roku 1977 oficiální agenturu pro vyšetřování UFO (program GEIPAN, provozovaný francouzskou kosmickou agenturou CNES). V oblasti ufologie jsou aktivní především různé soukromé skupiny nebo jednotliví badatelé.

## Ufologie v Česku
V Česku existuje několik projektů, které se tímto fenoménem zabývají. Většina z nich jsou soukromé kluby a spolky.

## Ufologie ve světě
V USA je populární organizace Mufon.[zdroj⁠?!] V Německu se ufologie dá v rámci různých kurzů studovat. Za zmínku stojí například Steven M. Greer.